# Мирзаев, Эргаш
Эргаш Мирзаев (узб. Ergash Mirzayev; 5 мая 1924, Андижан, Узбекская ССР — 11 апреля 2011, Андижан, Узбекистан) — бригадир полеводческой бригады колхоза имени Сталина Избаскентского района Андижанской области, Узбекская ССР. Герой Социалистического Труда (1957).

## Биография
Родился в 1924 году в Андижане. Участвовал в Великой Отечественной войне. После демобилизации возвратился в Узбекскую ССР, где трудился в колхозе имени Сталина Избаскентского района. С начала 1950-х годов — бригадир полеводческой бригады в этом же колхозе.
В 1956 году бригада под его руководством собрала высокий урожай хлопка-сырца. Указом Президиума Верховного Совета СССР от 11 января 1957 года удостоен звания Героя Социалистического Труда за «выдающиеся успехи, достигнутые в деле развития советского хлопководства, широкое применение достижений науки и передового опыта в возделывании хлопчатника и получение высоких и устойчивых урожаев хлопка-сырца» с вручением ордена Ленина и золотой медали «Серп и Молот» (№ 7506).
Этим же указом званием Героя Социалистического Труда были награждены председатели колхоза имени Сталина Абдусамат Тиллабаев и Шермат Юсупов.
После разделения колхоза имени Сталина с 1964 года возглавил один из новых колхозов «Шарк юлдуз» Избаскентского района. В последующие годы — председатель райисполкома Андижанского городского Совета народных депутатов до выхода на пенсию.
Проживал в Андижане на улице Зардуз, дом 3. Скончался в апреле 2011 года.
Награды
- Герой Социалистического Труда
- Орден Ленина
- Орден Отечественной войны 1 степени (11.03.1985)